# فوران آتش‌سوزی نفت در بالاخانی
فوران آتش‌سوزی نفت در بالاخانی (ترکی آذربایجانی: Balaxanıda neft fontanı) فیلمی در ژانر مستند به کارگردانی الکساندر میشون است که در سال ۱۸۹۸ منتشر شد.